# 西营城街道
西营城街道，是中华人民共和国吉林省长春市九台区下辖的一个乡镇级行政单位。

## 行政区划
西营城街道下辖以下地区：
新城社区、西营城村、杨家岗子村、榛杆泡村、石头口门村、烧锅村、盘道岭村、董家村、榆树棵村、万家村、古榆树村、石人沟村、榆树岗村和官马山村。